# Wittlingen
Wittlingen è un comune tedesco di 958 abitanti, situato nel land del Baden-Württemberg.